# クリシャン・チャンダル
クリシャン・チャンダル（ウルドゥー語：كرشن چندر 、1914年11月23日 - 1977年3月8日）は、インドの小説家。ウルドゥー語で創作し、ヒンディー語や英語も用いた。ウルドゥー文学・ヒンディー文学を代表する作家の一人。

## 生涯
パンジャーブ地方のワズィーラーバードの出身。父親はヒンドゥー教徒で、カシミールで暮らしたのちにラホールのF・C・カレッジに入学し、パンジャーブ大学で英文学と法学の修士号を取得した。学生運動でベンガル地方に行って農村の現状を知り、パンジャーブ社会党に入党する。学生時代にカレッジの雑誌に短編小説を書き、ラホールの雑誌にも掲載された。その後はデリーやラクナウで仕事につき、ボンベイで映画会社を設立するが倒産し、作家としての道を進む。インド独立運動のなかで設立された進歩主義作家協会に共鳴し、カルカッタ大会にはパンジャーブ代表として参加した。美食家、酒豪としても知られる一方で心臓発作を起こし、4度目の発作がもとで死去する。再婚に際してイスラム教に改宗していたが、葬儀はヒンドゥー教式に行われた。

## 作品
多作であり、長編小説50作、短編小説は未発表のものを含めると500作を越すとも言われる。カシミールでの体験がもとで自然に対する畏敬の念を持ち続けた。リアリズムの手法を用いてインドの社会問題を接触的に題材とし、インド・パキスタン分離独立の動乱をもとにした短編集『我々は野蛮人だ』や、ベンガルの大飢饉をもとにした『アンヌ・ダーター』などを書いた。

## 日本語訳著作
- 『ペシャワール急行』　謝秀麗編、めこん、1986年。
- 『ボンベイストーリー』　謝秀麗訳、日本アジア文学協会、1994年。
- 『紙の船』　田中春奈・小笠原恵子訳、ウルドゥー文学会、2003年。
- 『幻影』　高田ゆりこ訳、ウルドゥー文学会、2004年。

## 関連文献
- 粟屋利江, 太田信宏, 水野善文（編）「言語別南アジア文学ガイドブック」、東京外国語大学拠点南アジア研究センター、2021年3月、doi:10.15026/100314、2022年9月3日閲覧。
- 鈴木斌「クリシュン・チャンダルの作品と傾向」『印度學佛教學研究』第14巻第1号、日本印度学仏教学会、1965年、132-133頁、2022年9月3日閲覧。
- 鈴木斌「ウルドゥー動乱小説の翻訳 作品選択上の問題点」『印度學佛教學研究』第45巻第1号、日本印度学仏教学会、1996年12月、64-69頁、2022年9月16日閲覧。